# Khu thắng cảnh Cửu Trại Câu
Cửu Trại Câu, (tiếng Trung: 九寨溝; bính âm: Jiǔzhàigōu, tiếng Tây Tạng: Sicadêgu có nghĩa là "Thung lũng chín làng") là khu bảo tồn thiên nhiên, vườn quốc gia thuộc châu tự trị dân tộc Khương, dân tộc Tạng A Bá, phía bắc tỉnh Tứ Xuyên, Trung Quốc. Là một thung lũng dài chạy từ bắc xuống nam, Cửu Trại Câu được UNESCO công nhận là Di sản thế giới vào năm 1992, khu dự trữ sinh quyển thế giới năm 1997. Nó được xếp là Cảnh quan được bảo vệ (Loại V) trong hệ thống phân loại khu bảo tồn của IUCN.
Khu thắng cảnh Cửu Trại Câu là một phần của dãy núi đá vôi Dân Sơn rìa của cao nguyên Tây Tạng  và trải dài hơn 72.000 hécta (180.000 mẫu Anh). Nó được biết đến với những thác nước đa tầng, những hồ nước đầy màu sắc và những đỉnh núi phủ tuyết trắng. Độ cao dao động từ 2.000 đến 4.500 mét (6.600 đến 14.800 ft).

## Lịch sử

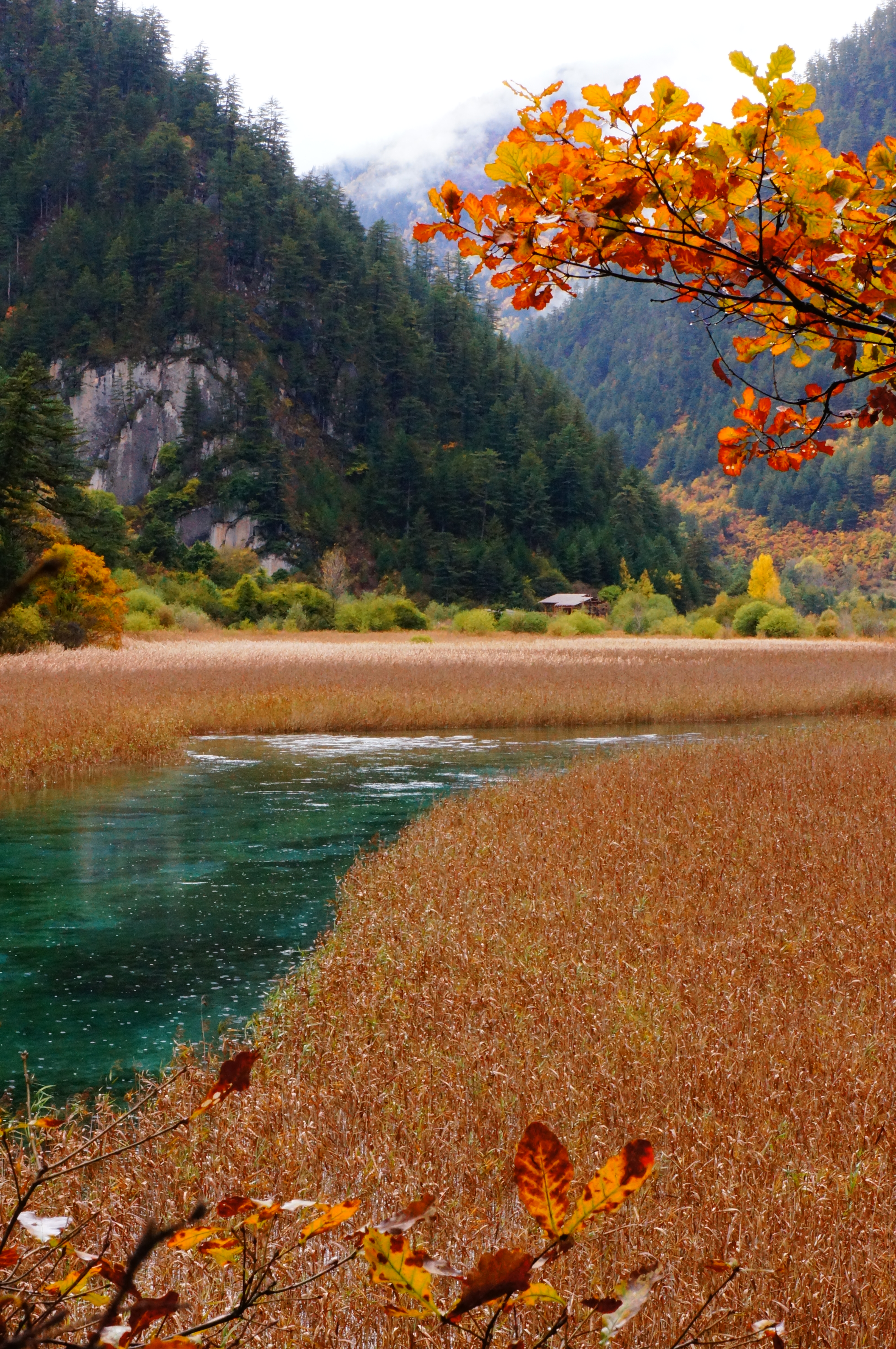
Đầm lầy lau sậy với dòng suối màu ngọc lam.

Cửu Trại Câu là khu vực sâu xa, trong tiếng của người Tây Tạng nghĩa là "Thung lũng chín làng" để chỉ chín ngôi làng nằm dọc theo chiều dài của nó. Vùng này là nơi khu vực sinh sống của người Tây Tạng và người Khương trong nhiều thế kỷ. Đến năm 1975, khu vực không thể tiếp cận này đã được ít nhiều người biết đến. Mở rộng khai thác gỗ đã diễn ra cho đến năm 1979, khi chính phủ Trung Quốc cấm các hoạt động này và thực hiện các biện pháp đưa khu vực trở thành một vườn quốc gia vào năm 1982. Cục Quản lý được thành lập và địa danh này chính thức mở cửa cho du lịch vào năm 1984. Các cơ sở hạ tầng được bố trí theo quy định hoàn thành vào năm 1987.
Thắng cảnh này đã được UNESCO công nhận là Di sản thế giới vào năm 1992 và khu dự trữ sinh quyển thế giới vào năm 1997. Đồng thời, nó cũng được phân loại như là một danh lam thắng cảnh AAAAA (5A - tiêu chí cao nhất) bởi Tổng cục Du lịch Trung Quốc.
Kể từ khi mở cửa, hoạt động du lịch đã tăng lên hàng năm: từ 5.000 lượt khách vào năm 1984 lên 170.000 vào năm 1991, 160.000 vào năm 1995, đến 200.000 vào năm 1997, trong đó có khoảng 3.000 người nước ngoài. Khách du lịch đạt 1.190.000 người vào năm 2002. Tính đến năm 2004, trung bình 7.000 lượt khách ghé thăm thắng cảnh này mỗi ngày, và lên tới 12.000 trong mùa cao điểm. Thị trấn Zhangzha tại lối ra của thung lũng và huyện Tùng Phan gần đó có nhiều khách sạn, trong đó có nhiều khách sạn sang trọng năm sao như Sheraton là nơi trú chân cho khách du lịch khi tới đây.
Phát triển du lịch đại chúng trong khu vực đã gây ra những lo ngại về tác động đối với môi trường xung quanh vườn quốc gia.

## Dân cư
Hiện tại, bảy trên chín ngôi làng vẫn còn có dân cư là những người Tây Tạng sinh sống. Một số ngôi làng mà du khách có thể dễ dàng tiếp cận như Heye, Shuzheng và Zechawa nằm dọc theo con đường chính phục vụ khách du lịch. Tại đây có bán đồ thủ công mỹ nghệ địa phương, quà lưu niệm và đồ ăn nhẹ. Phía sau làng Heye là các làng Jianpan, Panya, Yana và Rexi nhỏ hơn nằm trong thung lũng. Guodu và Hejiao là hai làng không còn dân cư.
Năm 2003, dân số thường trú của thung lũng là khoảng 1.000 bao gồm 112 hộ gia đình, và do tính chất bảo vệ của một vườn quốc gia, nông nghiệp không còn được phép khiến những người dân địa phương bây giờ có nguồn thu nhập chủ yếu là từ du lịch và trợ cấp chính quyền địa phương.

## Địa lý và khí hậu
Cửu Trại Câu nằm ở cuối phía nam của dãy núi Dân Sơn, cách 330 km (205 mi) về phía bắc của thủ phủ tỉnh Tứ Xuyên là Thành Đô. Về mặt địa lý, khu vực là một phần của huyện Cửu Trại Câu (trước đây là huyện Nam Bình), châu A Bá, tây bắc tỉnh Tứ Xuyên, gần ranh giới với tỉnh Cam Túc.
Các thung lũng có diện tích 720 km2 (278 dặm vuông Anh), với vùng đệm có diện thêm 600 km2 (232 dặm vuông Anh). Địa hình tùy thuộc vào khu vực xem xét, từ 1.998 đến 2.140 mét thung lũng Thụ Chính (Thụ Chính Câu) và từ 4.558 đến 4.764 mét trên núi ở đầu Thung lũng Tắc Tra Oa.
Về khí hậu, khu vực có khí hậu từ nhiệt đới đến ôn đới gió mùa với nhiệt độ trung bình hàng năm là 7,8 °C. Thấp nhất là -3.7 °C vào tháng 1 và cao nhất vào tháng 7 với nhiệt độ 16,8 °C. Tổng lượng mưa hàng năm là 761 mm nhưng tại các khu vực có lượng mưa đạt 1.000 mm, với 80% lượng mưa là vào giữa tháng 5 và tháng 10.

## Sinh thái học
Cửu Trại Câu nằm trong vùng sinh thái rừng lá rộng ôn đới với núi và cao nguyên đan xen. Gần 300 km2 (116 dặm vuông Anh) của danh thắng này được bao phủ bởi rừng hỗn hợp (lá rộng ôn đới và rừng hỗn giao). Khu rừng với đầy đủ các sắc lá từ vàng, cam, đỏ trong mùa thu khiến nó là một điểm đến vô cùng hấp dẫn. Đây là nhà của một số loài thực vật đặc hữu, trong đó bao gồm cả tre và đỗ quyên.
Về động vật, nơi đây có một số loài có nguy cơ tuyệt chủng là Gấu trúc lớn và Voọc mũi hếch. Cả hai loài đều có số lượng nhỏ và tồn tại trong tình trạng cô lập, trong đó quần thể Gấu trúc chỉ ít hơn 20 cá thể. Sự sống còn của chúng vẫn còn là một dấu hỏi khi lượng khách du lịch tới đây ngày một tăng. Ngoài ra, Cửu Trại Câu cũng là nơi có khoảng 140 loài chim.

## Đặc điểm nổi bật

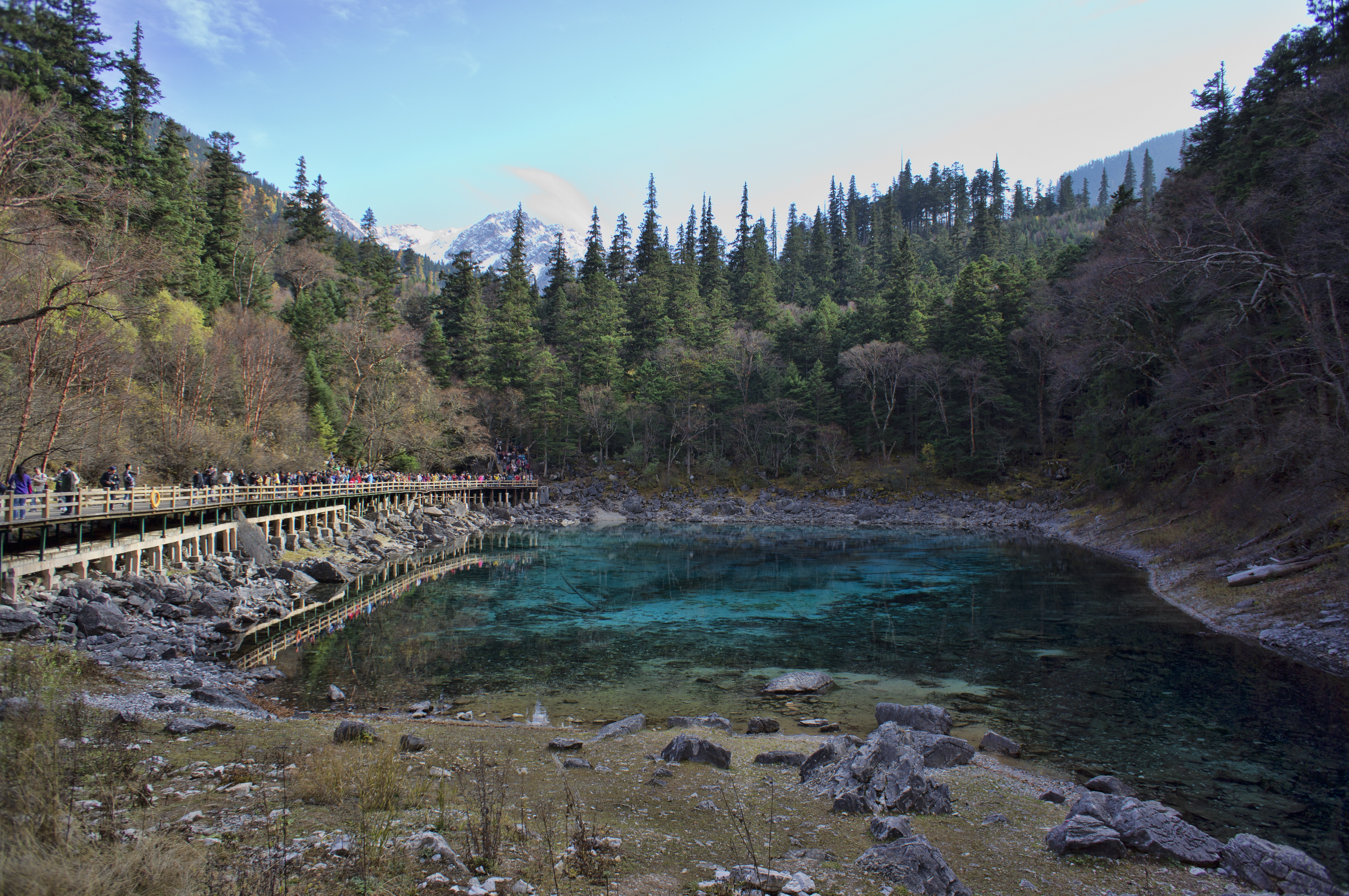
Hồ Ngũ Hải, nằm tại Tắc Tra Oa Câu vào mùa khô.

Cửu Trại Câu bao gồm 3 thung lũng xếp theo hình dạng chữ Y. Nhật Tắc Câu và Tắc Tra Oa Câu là hai thung lũng chạy từ phía nam gặp nhau ở trung tâm của khu vực, cũng là nơi bắt đầu của Thụ Chính Câu chạy về phía bắc.

### Nhật Tắc Câu

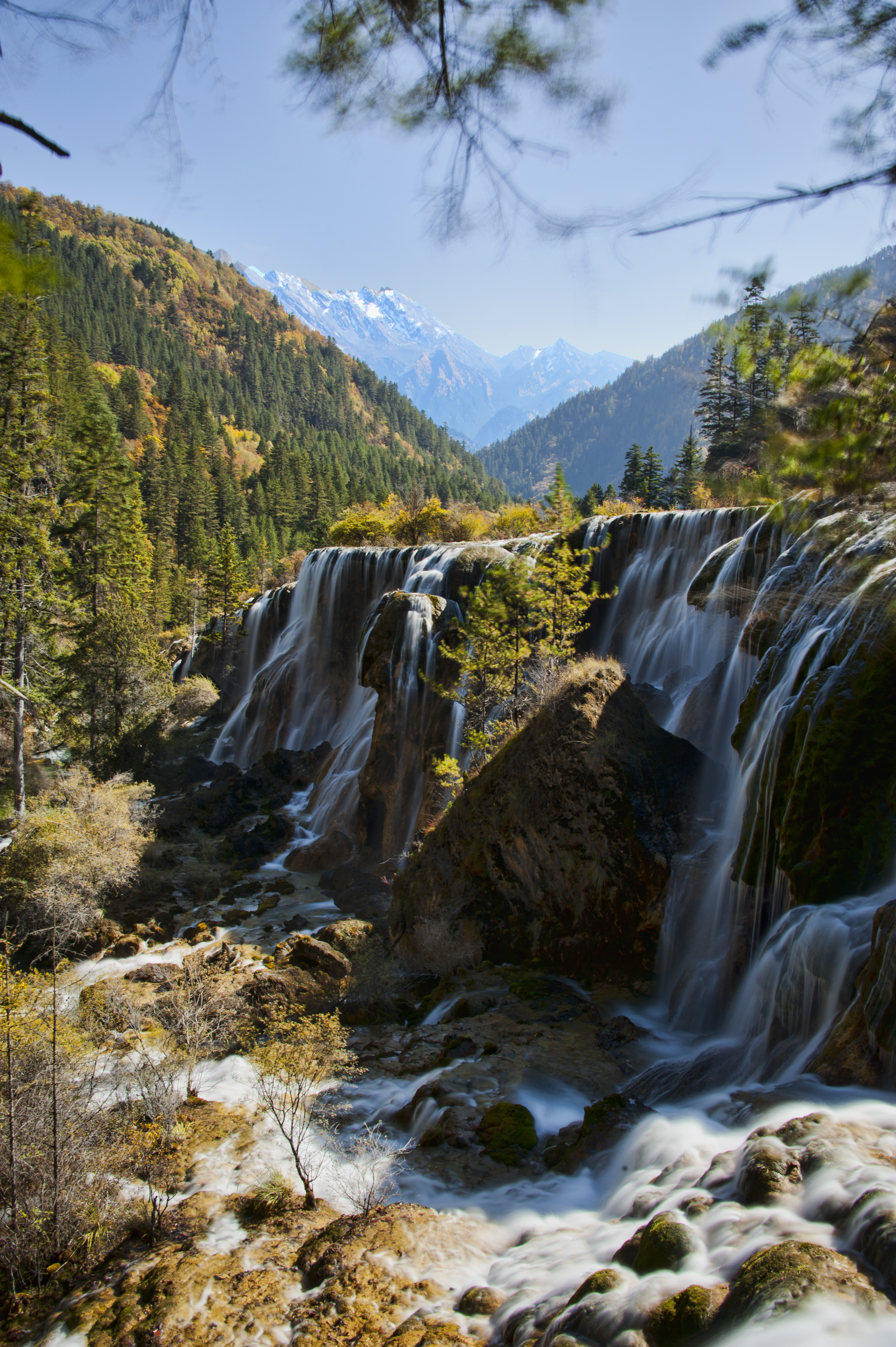
Thác Trân Châu là thác nước rộng 310 mét.

Nhật Tắc Câu (日則溝, bính âm: Rìzé Gōu) là thung lũng dài 18 km, nhánh phía tây của Cửu Trại Câu. Đây là nơi rộng nhất và thường được thăm đầu tiên. Từ đầu của thung lũng, đi xuống dốc sẽ đi qua các địa điểm:
- Rừng nguyên sinh (原始森林, Yuánshǐ Sēnlín, Hán Việt: Nguyên Thủy Thâm Lâm): Nó đối diện với một khung cảnh ngoạn mục của các ngọn núi xung quanh và những vách đá, bao gồm cả Kiếm Nham (剑岩, Jiàn Yán) là khối đá hình lưỡi kiếm cao 500 mét.
- Hồ Thiên Nga (天鵞海, Tiān'é Hǎi, Hán Việt: Thiên Nga Hải)
- Hồ Cỏ (草海, Cǎo Hǎi, Hán Việt: Thảo Hải) là một hồ nước cạn được bao phủ bởi nhiều loại thực vật khác nhau.
- Hồ Tiễn Trúc (箭竹海, Jiànzhú Hǎi, Tiễn Trúc Hải) có diện tích 170.000 m², là một hồ nước cạn có độ sâu 6 mét. Nó nằm ở độ cao 2.618 mét và là một địa điểm được sử dụng trong bộ phim Anh hùng.
- Hồ Gấu Trúc (熊貓海, Xióngmāo Hǎi) là hồ có những họa tiết màu sắc kỳ lạ của màu xanh lam và màu xanh lá cây. Gấu trúc lớn được cho rằng đã đến hồ này để uống nước, mặc dù có không nhìn thấy cảnh đó trong nhiều năm. Hồ nước đổ vào thác Gấu Trúc với 3 tầng thác cao 78 mét.
- Hồ Ngũ Hoa (五花海, Wǔhuā Hǎi) là một hồ nước nhiều màu cạn, dưới đáy là những thân cây cổ đổ nát.
- Bãi cạn Trân Châu (珍珠灘, Zhēnzhū Tān) Là một khu vực dốc có hoạt động lắng đọng đá vôi với dòng chảy nhẹ đổ vào thác nước nổi tiếng, Thác Trân Châu có độ cao 28 mét, rộng 310 mét. Đây là nơi có cảnh quay trong bộ phim truyền hình Tây du ký.
- Hồ Gương (鏡海, Jìng Hǎi) là một hồ nước có hiện tưởng phản xạ ánh sáng tuyệt đẹp từ môi trường xung quanh khi nước yên tĩnh.

### Tắc Tra Oa Câu

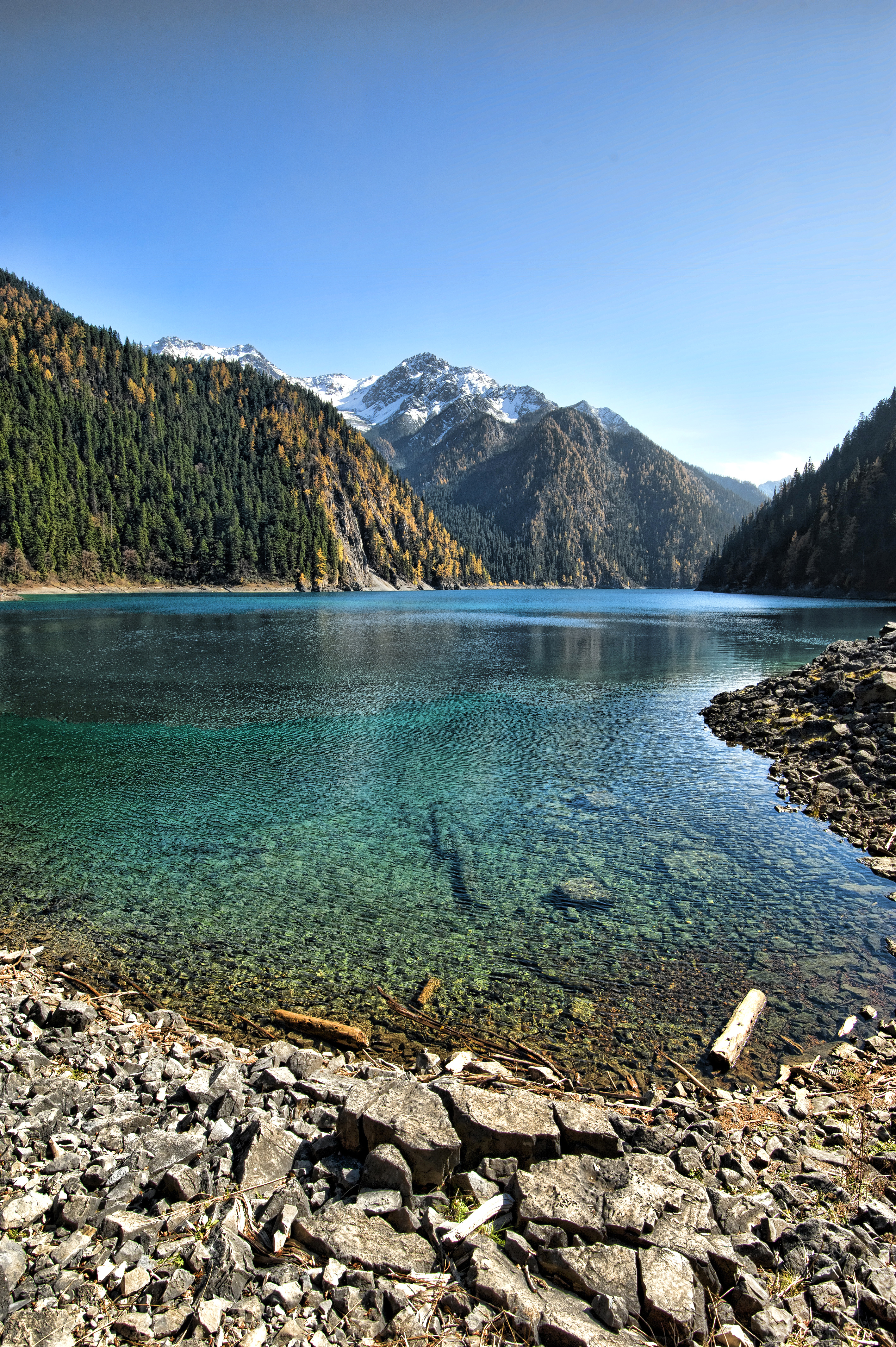
Trường Hải, là hồ nước lớn và sâu nhất tại Cửu Trại Câu.

Tắc Tra Oa Câu (則查窪溝, Zécháwā Gōu) là nhánh phía đông nam của Cửu Trại Câu. Nó có độ dài tương tự như Nhật Tắc Câu, tức là khoảng 18 km nhưng cao hơn (3150 mét ở Trường Hải hay Hồ Dài). Đi xuống dốc từ điểm cao nhất của thung lũng, có những địa điểm sau đây:
- Trường Hải (長海, Cháng Hǎi) là hồ có hình lưỡi liềm, là hồ lớn nhất và sâu nhất tại Cửu Trại Câu, với chiều dài đo được là 7,5 km (5 dặm) và sâu tới 103 mét. Nước của nó được cho là không từ bất cứ một con sông nào, mà nó nhận nước từ tuyết tan trên các đỉnh núi và mất đi bởi thẩm thấu. Theo văn hóa dân gian địa phương, hồ là nơi có quái vật.
- Hồ Ngũ Sắc (五彩池, Wǔcǎi Chí) là một trong những hồ nhỏ nhưng ngoạn mục nhất trong số các hồ tại Cửu Trại Câu. Mặc dù có kích thước và độ sâu rất khiêm tốn nhưng hồ có một cảnh sắc đa dạng với một số chỗ trong, rõ ràng nhất.
- Hồ Quý Tiết (季節海, Jìjié Hǎi) là một loạt ba hồ (Hạ, Trung, Thượng) dọc theo con đường chính thay đổi cảnh sắc theo mùa trong năm.

### Thụ Chính Câu

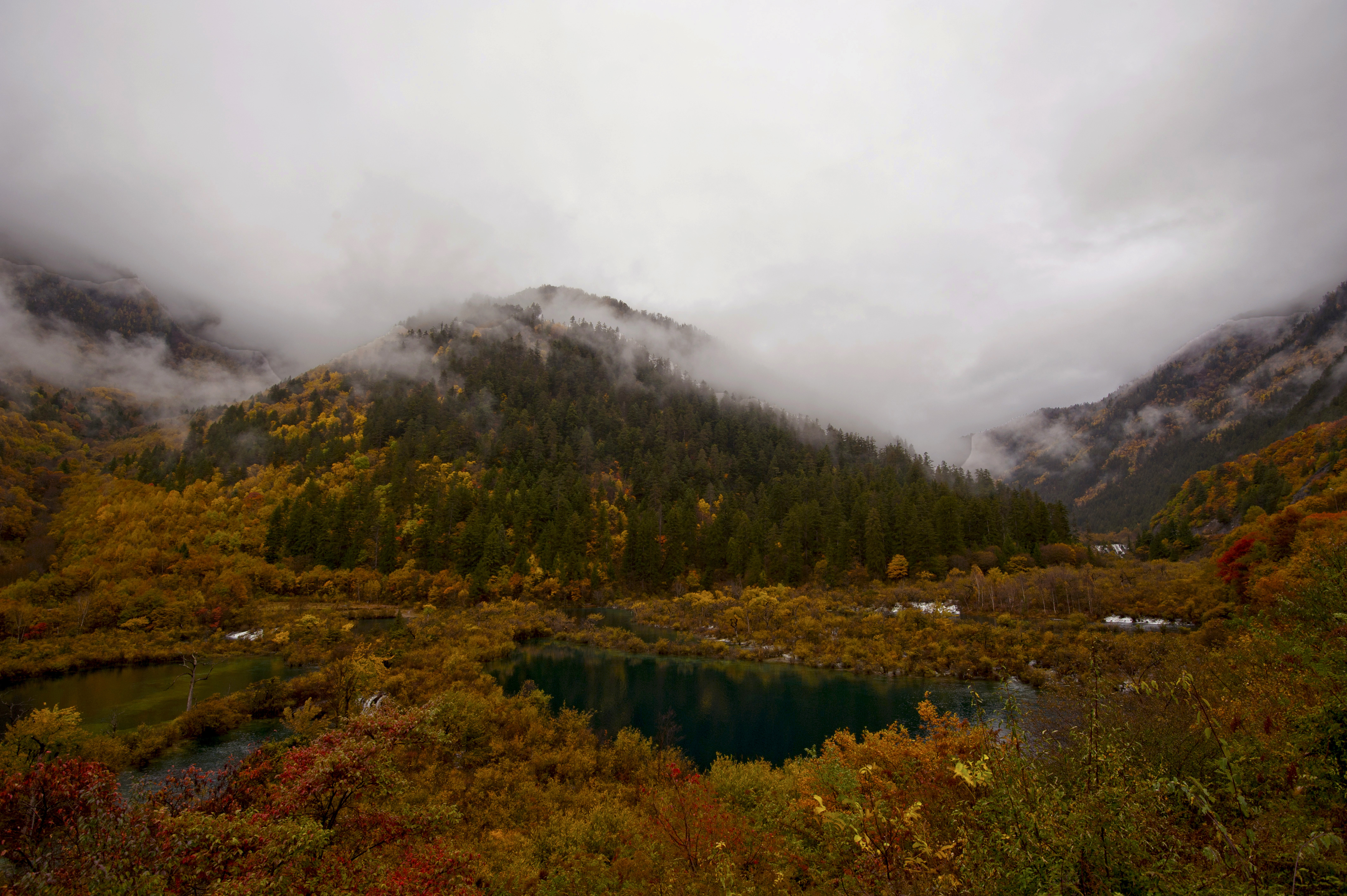
Hồ Ngọa Long trong một buổi sáng mùa thu.

Thụ Chính Câu (樹正溝, Shùzhèng Gōu) là nhánh ở phía bắc của Cửu Trại Câu. Nó dài 14,5 km (9 dặm). Đi xuống dốc từ thung lũng sẽ bắt gặp:
- Thác nước Nặc Nhật Lãng (諾日朗瀑布, Nuòrìlǎng Pùbù) gần điểm giao nhau của các thung lũng. Đây là thác nước cao 20 mét và rộng 320 mét. Theo báo cáo thì đây là thác nước lớn nhất vùng cao nguyên của Trung Quốc, thác nước đá vôi rộng nhất thế giới và là một trong những biểu tượng của Cửu Trại Câu.
- Các hồ Nặc Nhật Lãng (諾日朗群海, Nuòrìlǎng Qúnhǎi) và Thụ Chính (樹正群海, Shùzhèng Qúnhǎi) lần lượt bao gồm 18 và 19 hồ băng được hình thành bởi sự di chuyển của sông băng. Mỗi hồ đều có một tên dân gian như Hồ Tê Giác, Hồ Vô Danh, Hồ Hổ,...
- Hồ Ngọa Long (臥龍海, Wòlóng Hǎi) là một trong các hồ nằm ở độ cao thấp hơn trong khu vực. Với độ sâu 20 mét, nó có một con đê đá vôi rõ ràng chạy qua, có hình dạng đã được so sánh với một con rồng nằm ở phía dưới.
- Hồ Lư Vi (蘆葦海, Lúwěi Hǎi) là một đầm lầy có chiều dài 1375 mét với dòng suối xanh ngọc rõ ràng hình zig-zac được che phủ bởi tán lau sậy. Sự tương phản đặc biệt nổi bật trong mùa thu khi lau sậy chuyển sang màu vàng.

### Khu vực khác
- Hồ Thần Tiên (神仙池, Shénxiān Chí) nằm cách 42 km (26 dặm) về phía tây Cửu Trại Câu với các tính năng hình thành đá vôi khiến hồ rất giống với cảnh quan của Khu bảo tồn thiên nhiên Hoàng Long gần đó.

## Thông tin du lịch
- Nhiệt độ khu Cửu Trại Câu cao nhất là vào tháng 7 và 8 hằng năm, từ 18 đến 24 độ C.
- Không khí thì hơi loãng, nhưng không ảnh hưởng nhiều.
- Giá vé vào cổng cho 1 người sẽ là 550 NDT, và vé xe bus tham quan các điểm sẽ là 90 NDT. Khách du lịch thường mua cả hai vé này vì diện tích bên trong rất lớn, đi bộ tham quan sẽ không thể nào đi hết trong ngày được. Khu bên trong sẽ có hai nhánh lớn.

## Hình ảnh

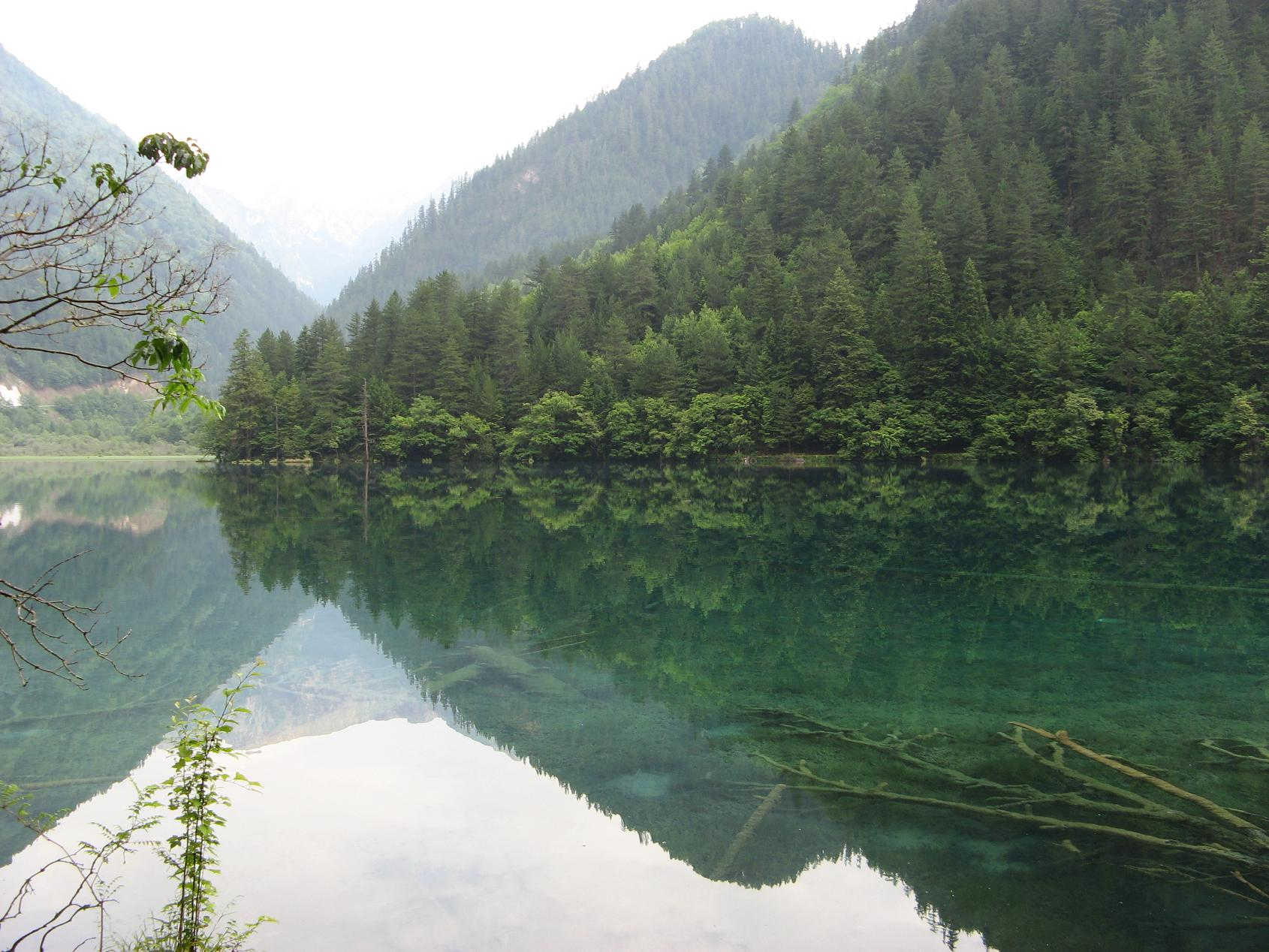
Kính Hải.
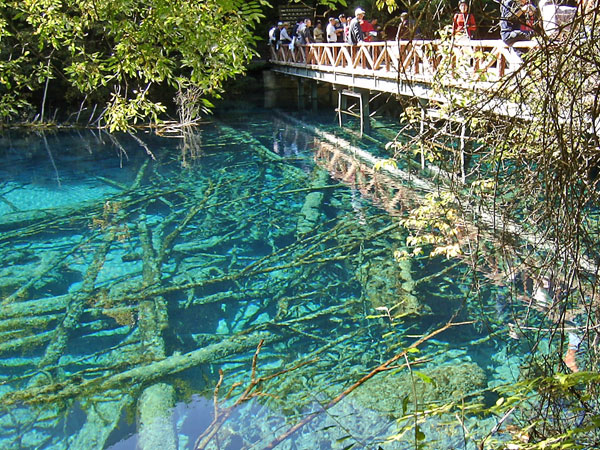
Ngũ Hoa Hải.
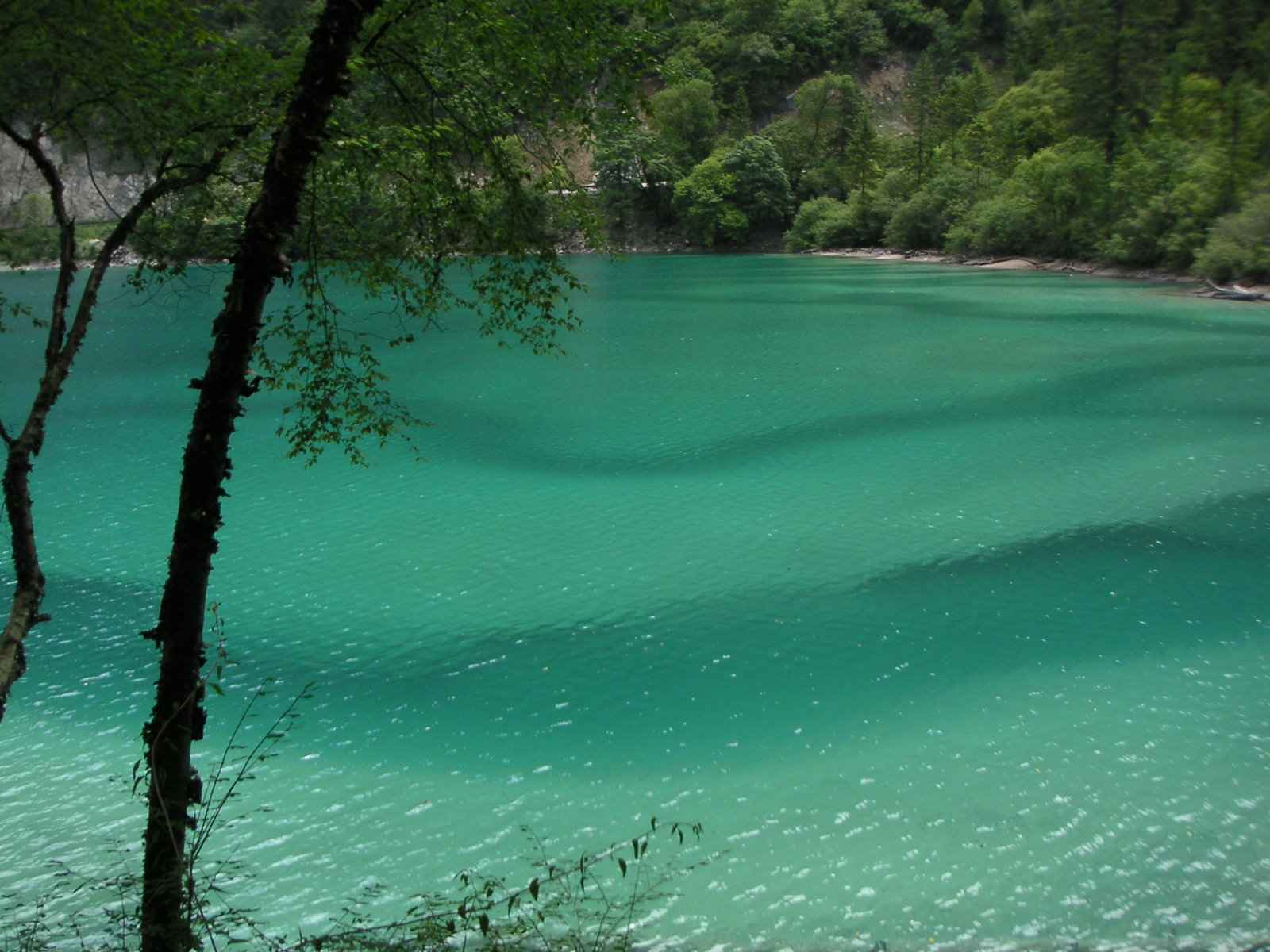
Hùng Miêu Hải (hồ Gấu Trúc).
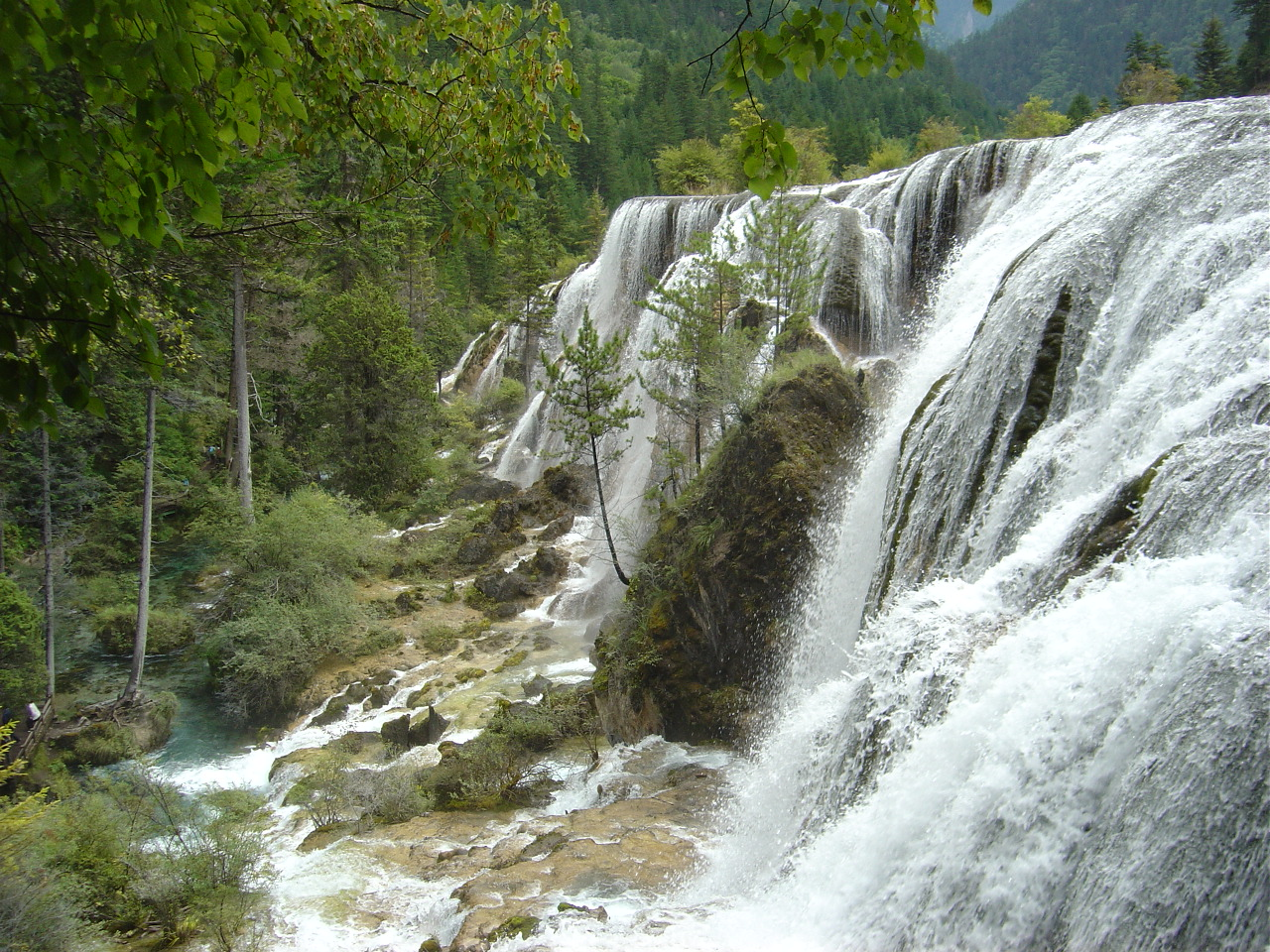
Thác nước Trân Châu.
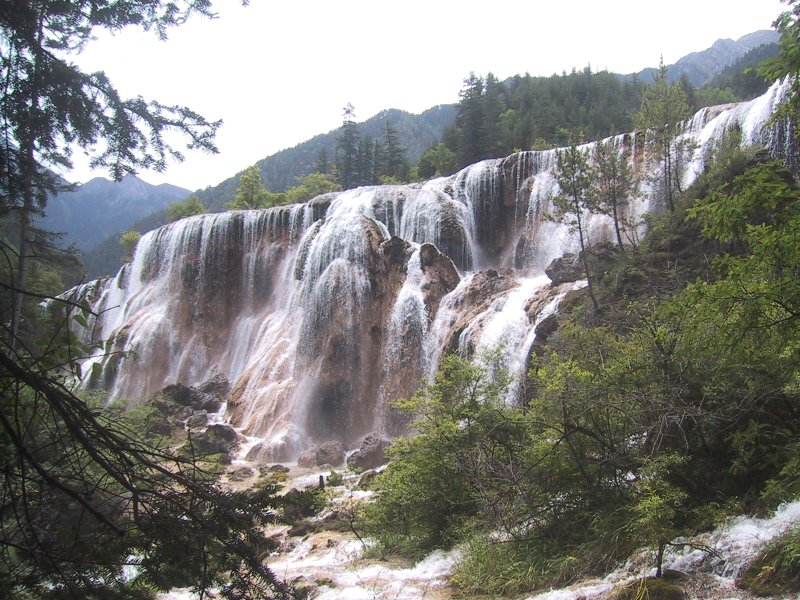
Thác Trân Châu có nhiều tầng.
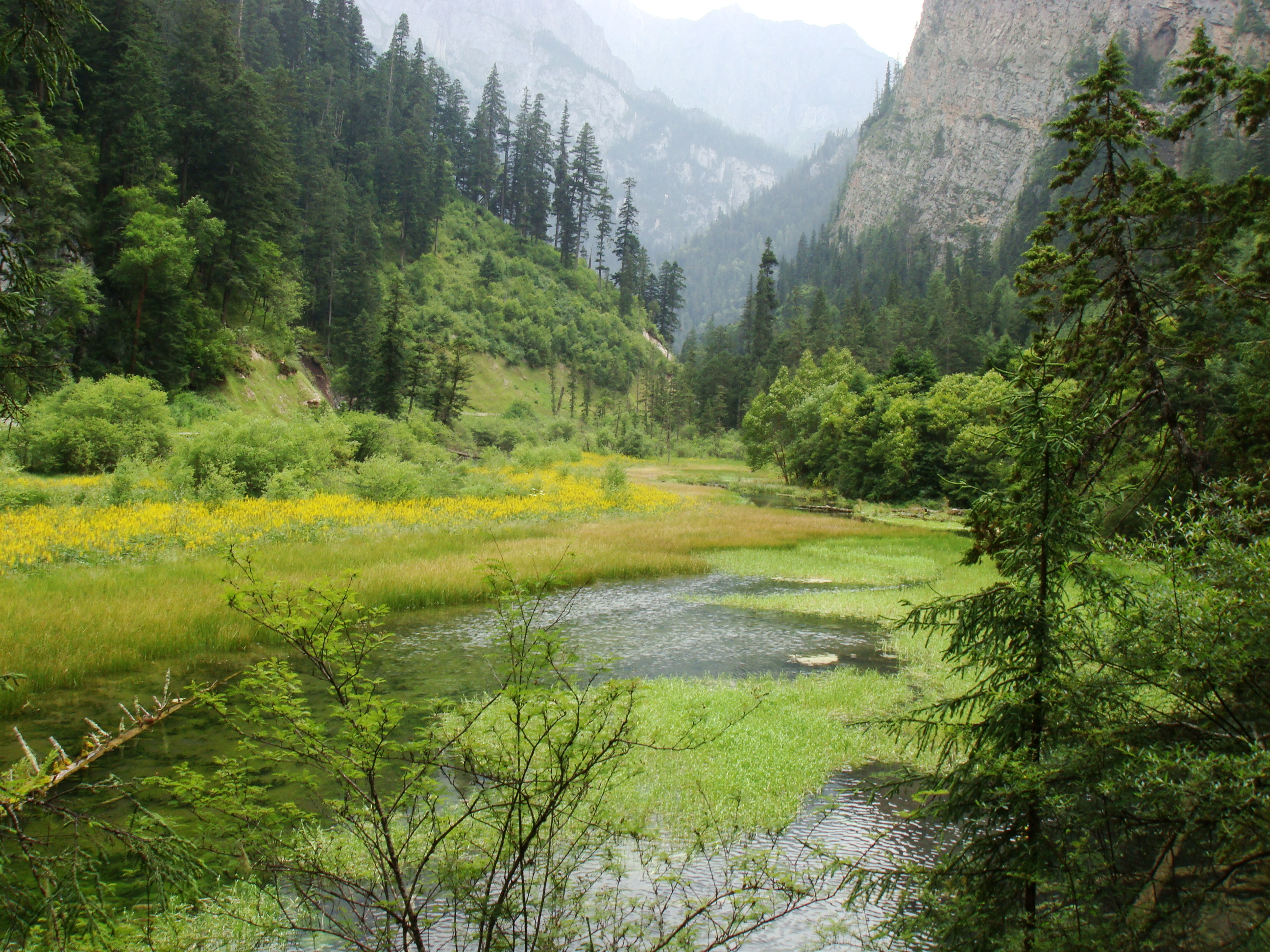
Hồ thiên nga chụp từ bên trong đường đi bộ.
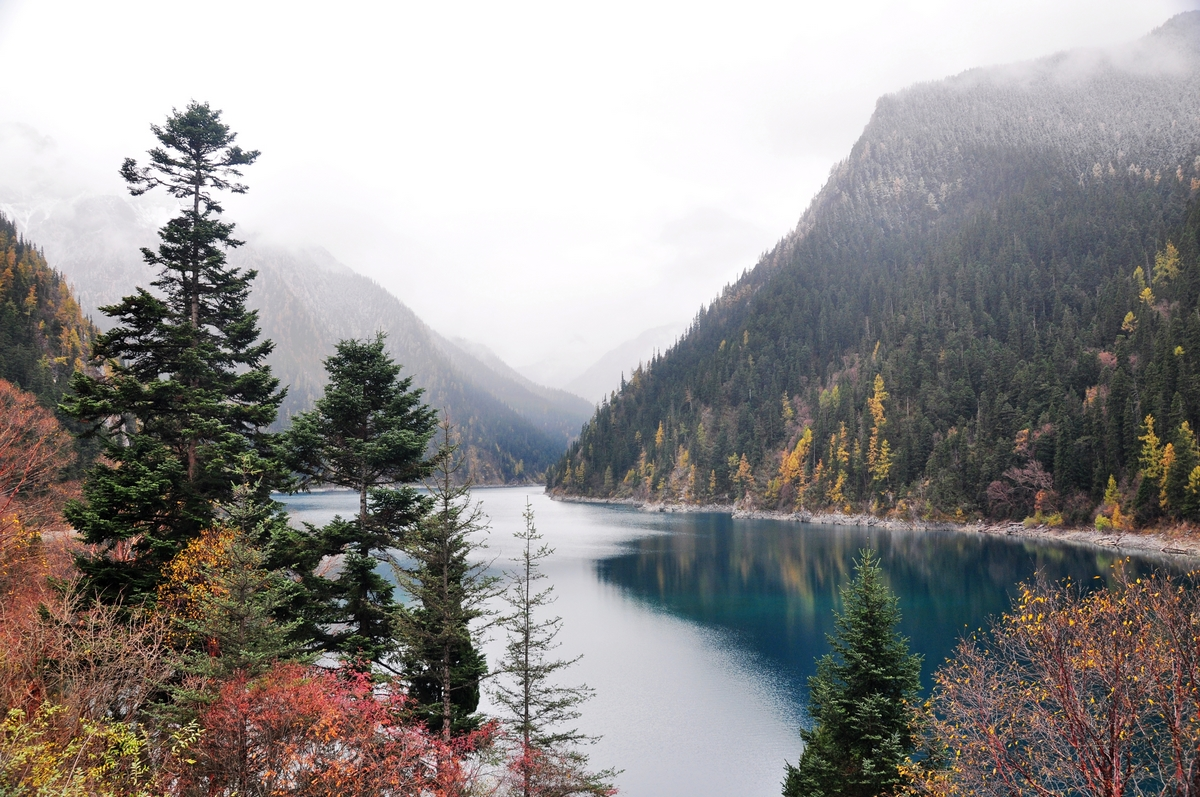
Trường Hải chụp vào mùa thu.